# Shriners Children’s 500
Shriners Children’s 500  är ett stockcarlopp ingående i Nascar Cup Series som körs över 312 varv (312 miles 502,115 km) på den 1 mile långa ovalbanan Phoenix Raceway i Avondale i Arizona i USA. Loppet har körts årligen sedan 2005 och är ett av fyra lopp vars totalsträcka mäts och namnges i km i stället för miles. Det är ett av två Nascar Cup-lopp som årligen som körs på Phoenix Raceway, det andra är Season Finale 500.

## Tidigare namn
- Subway Fresh 500 (2005–2006)
- Subway Fresh Fit 500 (2007–2009, 2011–2013)
- Subway Fresh Fit 600 (2010)
- The Profit on CNBC 500 (2014)
- Campingworld.com 500 (2015)
- Good Sam 500 (2016)
- Camping World 500 (2017)
- Ticketguardian 500 (2018)[2]
- Fanshield 500 (2020)
- Instacart 500 (2021)[3]
- Ruoff Mortgage 500 (2022)[4]
- United Rentals Work United 500 (2023)[5]

## Vinnare genom tiderna
| Säsong | Datum       | Nr | Förare           | Team                     | Konstruktör | Distans | Distans       | Tid     | Snitthastighet (mph) | Rapport |
| Säsong | Datum       | Nr | Förare           | Team                     | Konstruktör | Varv    | Miles (km)    | Tid     | Snitthastighet (mph) | Rapport |
| ------ | ----------- | -- | ---------------- | ------------------------ | ----------- | ------- | ------------- | ------- | -------------------- | ------- |
| 2005   | 23 april    | 97 | Kurt Busch       | Roush Racing             | Ford        | 312     | 312 (502,115) | 3:02.16 | 102,707              | Rapport |
| 2006   | 22 april    | 29 | Kevin Harvick    | Richard Childress Racing | Chevrolet   | 312     | 312 (502,115) | 2:54.51 | 107,063              | Rapport |
| 2007   | 21 april    | 24 | Jeff Gordon      | Hendrick Motorsports     | Chevrolet   | 312     | 312 (502,115) | 2:53.48 | 107,710              | Rapport |
| 2008   | 12 april    | 48 | Jimmie Johnson   | Hendrick Motorsports     | Chevrolet   | 312     | 312 (502,115) | 3:01.14 | 103,292              | Rapport |
| 2009   | 18 april    | 5  | Mark Martin      | Hendrick Motorsports     | Chevrolet   | 312     | 312 (502,115) | 2:53.16 | 108,042              | Rapport |
| 2010   | 10 april    | 39 | Ryan Newman      | Stewart-Haas Racing      | Chevrolet   | 378a    | 378 (608,332) | 3:48.14 | 99,372               | Rapport |
| 2011   | 27 februari | 24 | Jeff Gordon      | Hendrick Motorsports     | Chevrolet   | 312     | 312 (502,115) | 3:01.49 | 102,961              | Rapport |
| 2012   | 4 mars      | 11 | Denny Hamlin     | Joe Gibbs Racing         | Toyota      | 312     | 312 (502,115) | 2:50.35 | 110,085              | Rapport |
| 2013   | 3 mars      | 99 | Carl Edwards     | Roush Fenway Racing      | Ford        | 316b    | 316 (508,553) | 3:00.15 | 105,187              | Rapport |
| 2014   | 2 mars      | 4  | Kevin Harvick    | Stewart-Haas Racing      | Chevrolet   | 312     | 312 (502,115) | 2:51.23 | 109,229              | Rapport |
| 2015   | 15 mars     | 4  | Kevin Harvick    | Stewart-Haas Racing      | Chevrolet   | 312     | 312 (502,115) | 2:57.01 | 105,753              | Rapport |
| 2016   | 13 mars     | 4  | Kevin Harvick    | Stewart-Haas Racing      | Chevrolet   | 313b    | 313 (503,724) | 2:45.53 | 113,212              | Rapport |
| 2017   | 19 mars     | 31 | Ryan Newman      | Richard Childress Racing | Chevrolet   | 314b    | 314 (505,334) | 3:00.41 | 104,271              | Rapport |
| 2018   | 11 mars     | 4  | Kevin Harvick    | Stewart-Haas Racing      | Ford        | 312     | 312 (502,115) | 2:53.13 | 108,073              | Rapport |
| 2019   | 10 mars     | 18 | Kyle Busch       | Joe Gibbs Racing         | Toyota      | 312     | 312 (502,115) | 3:04.05 | 101,693              | Rapport |
| 2020   | 8 mars      | 22 | Joey Logano      | Team Penske              | Ford        | 316b    | 316 (508.553) | 3:20.50 | 94,407               | Rapport |
| 2021   | 14 mars     | 19 | Martin Truex Jr. | Joe Gibbs Racing         | Toyota      | 312     | 312 (502,115) | 3:00.20 | 103,808              | Rapport |
| 2022   | 13 mars     | 14 | Chase Briscoe    | Stewart-Haas Racing      | Ford        | 312     | 312 (502,115) | 3:06.34 | 100,339              | Rapport |
| 2023   | 12 mars     | 24 | William Byron    | Hendrick Motorsports     | Chevrolet   | 317b    | 317 (510,161) | 3:00.18 | 105,491              | Rapport |
| 2024   | 10 mars     | 20 | Christopher Bell | Joe Gibbs Racing         | Toyota      | 312     | 312 (502,115) | 3:00.45 | 103,568              | Rapport |
| 2025   | 9 mars      | 20 | Christopher Bell | Joe Gibbs Racing         | Toyota      | 312     | 312 (502,115) | 3:23.10 | 92,141               | Rapport |

- ^a  – Loppet var 2010 planerat att köras över 375 varv men förlängdes enligt NASCAR:s regel om att ett lopp inte får avgöras bakom säkerhetsbilen.
- ^b  – Loppet förlängt enligt NASCAR:s regel om att ett lopp inte får avgöras bakom säkerhetsbilen.

### Förare med flera segrar
| Antal segrar | Förare           | År                           |
| ------------ | ---------------- | ---------------------------- |
| 5            | Kevin Harvick    | 2006, 2014, 2015, 2016, 2018 |
| 2            | Jeff Gordon      | 2007, 2011                   |
| 2            | Ryan Newman      | 2010, 2017                   |
| 2            | Christopher Bell | 2024, 2025                   |

### Team med flera segrar
| Vinster | Team                     | År                                 |
| ------- | ------------------------ | ---------------------------------- |
| 6       | Stewart-Haas Racing      | 2010, 2014, 2015, 2016, 2018, 2022 |
| 5       | Hendrick Motorsports     | 2007, 2008, 2009, 2011, 2023       |
| 5       | Joe Gibbs Racing         | 2012, 2019, 2021, 2024, 2025       |
| 2       | Roush Fenway Racing      | 2005, 2013                         |
| 2       | Richard Childress Racing | 2006, 2017                         |

### Konstruktörer efter antal segrar
| Antal segrar | Konstruktör | År                                                               |
| ------------ | ----------- | ---------------------------------------------------------------- |
| 11           | Chevrolet   | 2006, 2007, 2008, 2009, 2010, 2011, 2014, 2015, 2016, 2017, 2023 |
| 5            | Ford        | 2005, 2013, 2018, 2020, 2022                                     |
| 5            | Toyota      | 2012, 2019, 2021, 2024, 2025                                     |